# 第61回オールスター競輪
第61回オールスター競輪は、2018年8月15日から19日まで、いわき平競輪場で行われた。優勝賞金4,400万円（副賞込み）。
正式タイトルは、平成30年7月豪雨被災地支援 第61回オールスター競輪。

## 決勝戦

### 競走成績
- 8月19日（日）第11レース[2]
- 誘導員…佐々木雄一（福島）[3][4]

| 着   | 車番 | 選手     | 登録地 | 級 班 | 着差    | 決ま り手 | 上がり (秒) | H/B | 特記                    |
| ---- | ---- | -------- | ------ | ----- | ------- | --------- | ----------- | --- | ----------------------- |
| 1    | 7    | 脇本雄太 | 福井   | S1    |         | 逃げ      | 11.9        | B   |                         |
| 2    | 1    | 浅井康太 | 三重   | SS    | 3車身   | 捲り      | 11.8        |     |                         |
| 3    | 2    | 渡邉一成 | 福島   | SS    | 1車身   |           | 11.9        |     |                         |
| 4    | 8    | 山崎賢人 | 長崎   | S2    | 1/8車輪 |           | 11.6        |     |                         |
| 5    | 9    | 中村浩士 | 千葉   | S1    | 1/2車身 |           | 11.8        |     |                         |
| 6    | 3    | 古性優作 | 大阪   | S1    | 3/4車身 |           | 12.1        |     |                         |
| 7    | 4    | 竹内雄作 | 岐阜   | S1    | 大差    |           | 14.9        | H   |                         |
| 8    | 6    | 金子貴志 | 愛知   | S1    |         |           |             |     | 落再入                  |
| 失格 | 5    | 村上義弘 | 京都   | S1    |         |           |             |     | 外帯線内進入（7位入線） |

### 配当金額
| 1=5 | 480円 |  |

| 1=2=7 | 1,120円 |  |

| 5-1 | 870円 |  |

| 7-1-2 | 3,530円 |  |

| 1=7 | 610円 |  |

| 1=7 | 260円 |  |
| 2=7 | 320円 |  |
| 1=2 | 350円 |  |

| 7-1 | 860円 |  |

### レース概略
渡邉一成－中村浩士、竹内雄作－浅井康太－金子貴志、脇本雄太－古性優作－村上義弘、単騎の山崎賢人で周回。
赤板過ぎの1センターで中部ラインが仕掛けて主導権争いの様相も、最終ホーム過ぎの1センターで脇本が先頭に躍り出る。番手の古性は徐々に離れていき、その後ろの村上は2コーナーで浅井に弾かれ、近畿ライン崩壊で脇本の一人旅に。
5月の日本選手権（3着）と6月の高松宮記念杯（2着）でも決勝で先行した脇本は、今回最後まで粘りきってついにGI初優勝を果たし、自身KEIRINグランプリ初出場も決めた。後閑信一と内林久徳の13回や稲垣裕之の12回を超える、グレード制導入後最多の14度目のGI決勝での戴冠となった。福井のGIタイトルホルダーは、市田佳寿浩（2010年の第19回寬仁親王牌）以来。なお、「逃げ」の決まり手でのGI制覇は、浅井康太（2011年の岐阜第54回オールスター）以降無かった。
2センターで古性を交わして捲った浅井が、2着。2コーナー7番手から捲り上げた地元の渡邉が、古性と浅井の煽りを受けつつ外から3着、大会連覇ならず。なお、最終バックで並走になった金子を落車させた村上は、7位入線も外帯線内進入の失格となった。

## 特記事項
- いわき平競輪場でのオールスター開催は、前年に続き2年連続7度目。

- 平成30年度特別競輪統一サイト「キン肉マン 超人ケイリン編」では、ラーメンマンが今大会を担当した[14]。

- 昨年大会、当地での最終日に発生した周回板めくり忘れを教訓に、いわき平競輪場では2018年3月から、有事には審判室からの遠隔操作も可能な「電子周回告知板」が導入された[15]。

- 正式タイトルにあるように被災地支援競走として開催され、計1,000万円（いわき市・日本競輪選手会・JKA）の義援金を日本赤十字社へ贈る[16][17]。

- 最終日には昨年大会同様、八代亜紀がライブ・決勝前の国歌斉唱[18]をし[19]、優勝者表彰式にもイメージガールかをりと共に参加した[1]。

- 地上波の決勝戦中継は「坂上忍の勝たせてあげたいTV - 第61回オールスター競輪（GI）決勝戦 日本代表と美女SP」《日本テレビ系列全国ネット》[20][21]。ゲストは武井壮と岡井千聖、いわき平現地からの解説は中野浩一、実況は筒井大輔。

- 5日間の総売上は、114億1552万1000円。前年比106.9%で、GI大会で目標額（今回は110億円）をクリアしたのは、2016年の第70回日本選手権競輪（静岡）以来となった。なお今年は、日程をお盆の前半から後半に移行して開催した[22]。

### 競走データ
- ファン投票1位は、新田祐大で14,368票[23][24]。

- 初日15日のドリームレースで、1着の武田豊樹が15億円、6着の浅井康太が10億円、それぞれ通算取得賞金を突破した[25]。

- 準決勝の第12Rは、5人が落車した[26][27]。

- 決勝メンバー中、今回がGI初優出となった選手は、デビュー406日（グレード制移行後では武田豊樹の387日に次ぐ早さ[28]）の山崎賢人のみ。S級2班選手としては、2016年11月の第58回朝日新聞社杯競輪祭（新山響平）以来。推薦枠による出場で、オープニングレースを1番車で走った[29]。
決勝の結果は最後方から強襲も4着にとどまり、深谷知広（デビュー684日）を超える最速GI戴冠[26]、1983年4月の制度改革以来初となるGI初出場での優勝、どちらも逸した[30]。

- 決勝9選手の登録地（府県）がすべて異なるのは、GIでは2017年5月の第71回日本選手権競輪以来。

- 決まり手「逃げ」での優勝は、オールスターでは2011年（4車が落車）の浅井康太以来。